# Vincent van Volkmer
Vincent van Volkmer, född 3 oktober 1933 i Los Angeles, USA, är en amerikansk konstnär, verksam i New York och Tyskland.

## Konst
Vincent van Volkmer målar minimalistiska bilder som oftast bara är gjorda med färgerna gult, svart och vitt och därmed liknar bimönstret.